# ديانات هندية

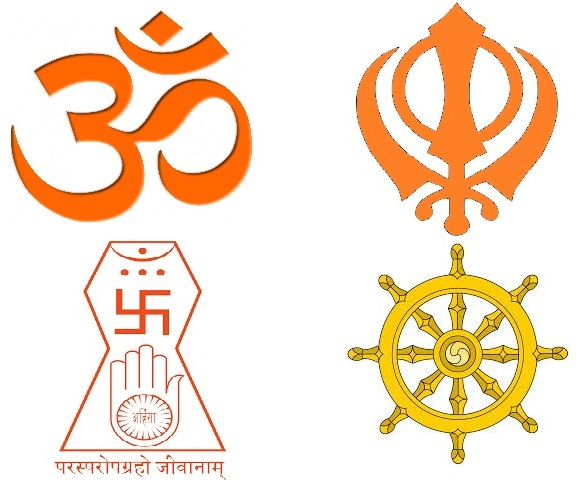
شعارات الديانات الدارمية ..
الاوم شعار الهندوسية (أعلى اليسار)
كانجا شعار السيخية (أعلى اليمين) عجلة دارما رمز البوذية (تحت يمين) وشعار الجاينية (تحت يسار)

الديانات الدارمية أو الديانات الهندية هي واحدة من أكبر العائلات الدينية في العالم إضافة إلى الديانات الإبراهيمية والديانات الطاوية. تكونت أصول هذه الديانات في الهند. ويشير مصطلح ديانات دارمية للديانات الدارمية القديمة وهي الهندوسية والجاينية والبوذية إضافة إلى الديانة الدارمية الحديثة وهي السيخية حيث أن السيخية ديانة حديثة نسبةً إلى الديانات الثلاث الأولى.
تعد هذة الديانات واسعة الانتشار في شبه القارة الهندية وشرق آسيا وجنوبي شرقي آسيا مع تأثير في أنحاء أخرى من العالم تم في القرن الماضي حيث أصبح لهذه الديانات أتباع في العالم الغربي من أوروبا والولايات المتحدة. بشكل عام تتشابه هذه الديانات الدارمية كثيرا وترتبط بعلاقات تجعلها قريبة الفكر من بعضها البعض.

## مصطلح دارما

عجلة دارما رمز البوذيه

كلمة دارما كلمة باللغة السنسكريتية تعني (القانون الثابت والواجب الثابت) ويمكن ترجمة المعني ليكون (دين)

### المصطلح في السيخية
مصطلح دارما في السيخية معناه «الطريق الاصلاحي» والقيام بالاعمال الدينية

### المصطلح في الجاينية
في الجاينيه مصطلح دارما معناه (الطبيعة) ويعرف أيضا على أنه (تنفيذ أوامر معلمي الدين)

### عجلة دارما
أو عجلة القانون هي الرمز الذي يمثل دارما أو تدريس بوذا للطريق للتنوير، ظهر هذا الرمز مع بداية ظهور البوذية في الهند. عجلة دارما تستعمل أيضا كرمز في الديانة الجاينية. وهو واحد من رموز الأشتامانجالا (Ashtamangala) الثمانية.

## الديانات الدارمية

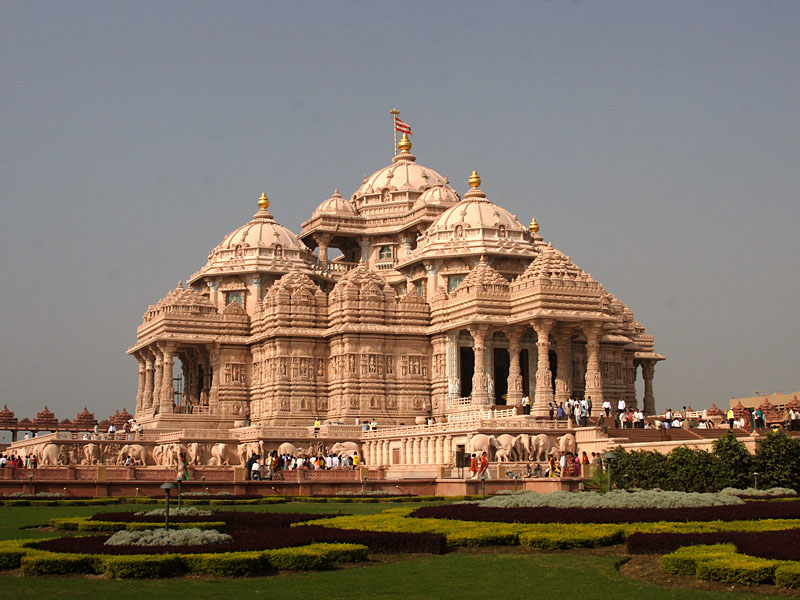
معبد شواميناريان أكشردهام في ديلهي اكبر معبد هندوسي في العالم
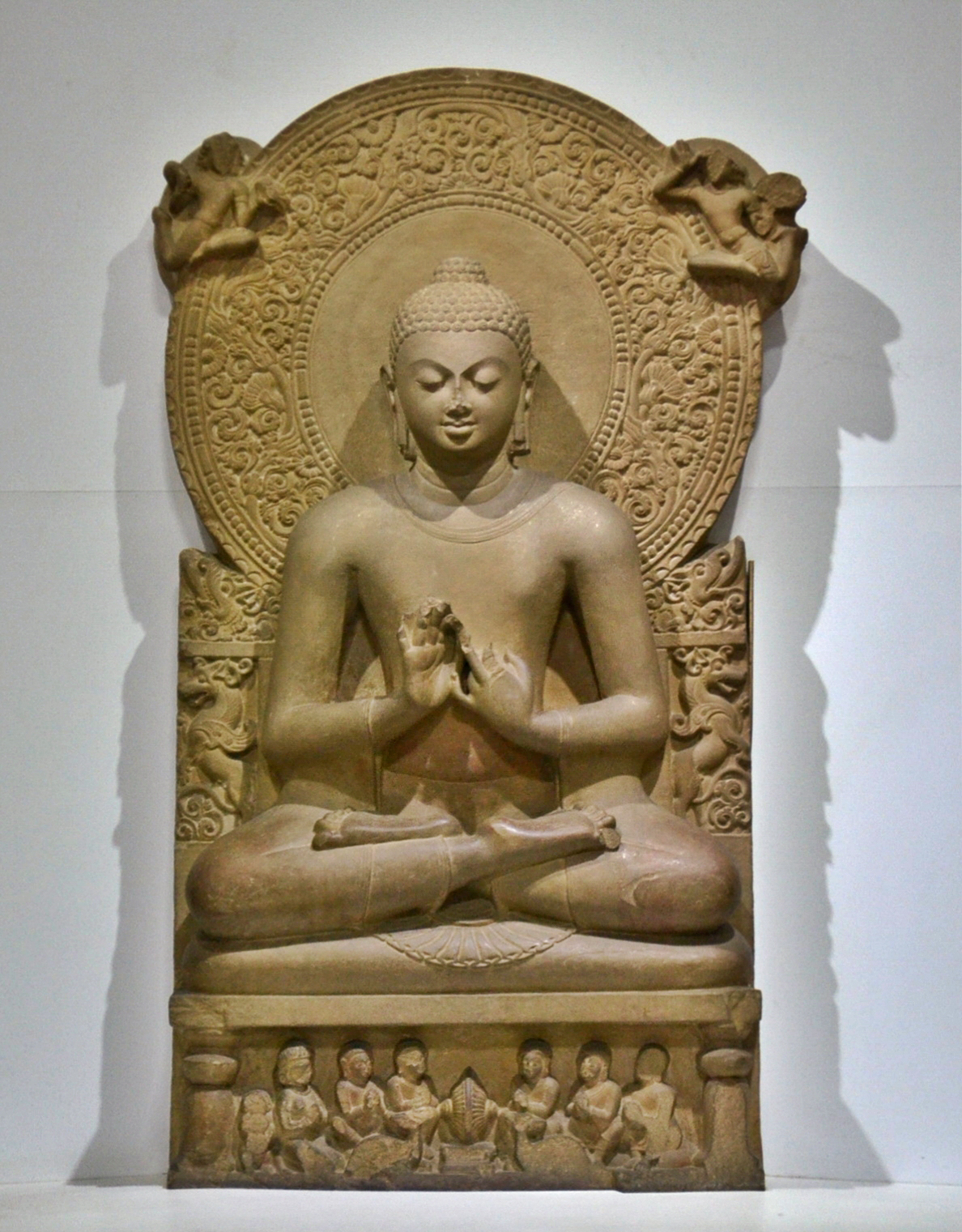
تمثال لبوذا في متحف سارناث
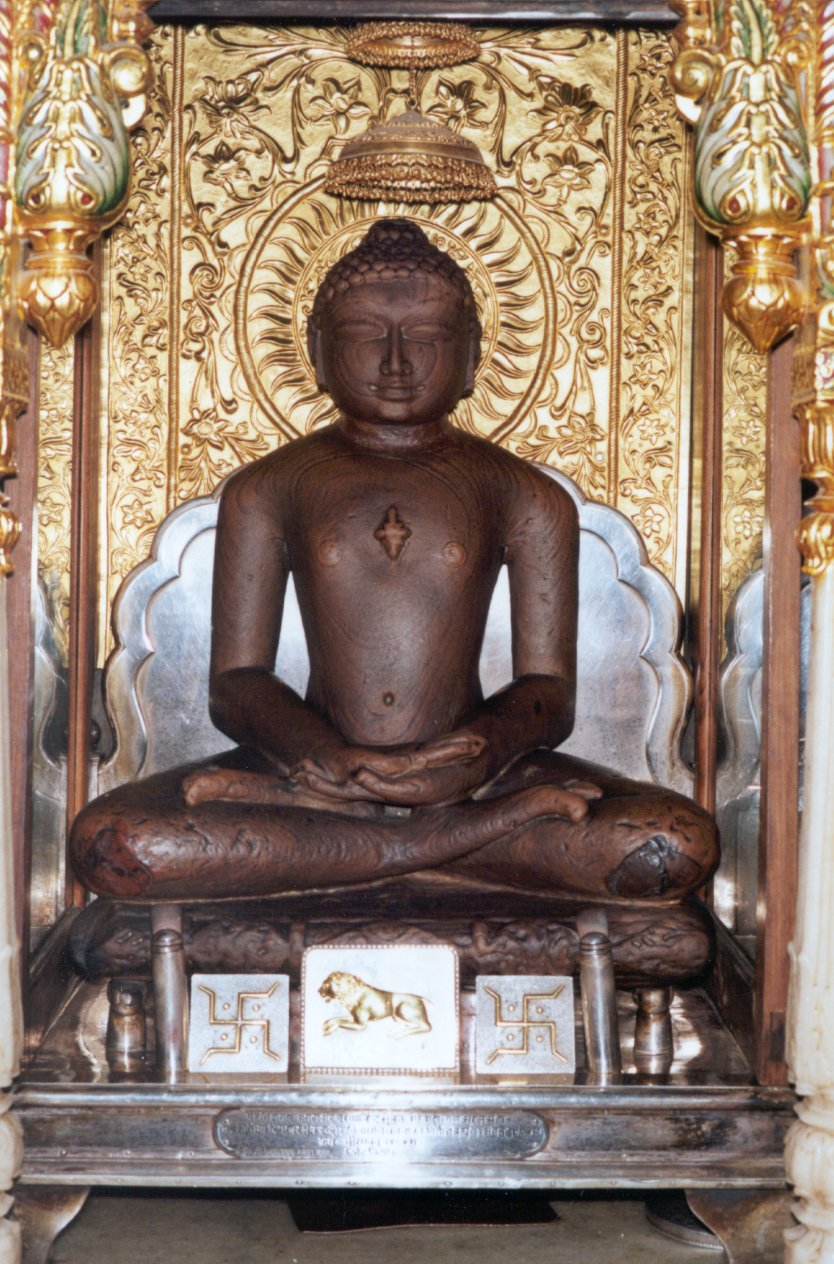
تمثال ماهافيرا

### الهندوسية
الهندوسية هي أكبر دين دارمي في العالم وثالث دين في عدد المعتقدين بعد المسيحية والإسلام.. يتراوح عدد الهندوس في العالم بين 900 مليون إلى مليار شخص.
تعتبر الهندوسية أقدم الاديان الموجودة حاليا حيث يرجع تاريخها لأكثر من 7000 سنة قبل الميلاد.
الهندوسية ليس لها مؤسس معين مثل البوذية مثلا التي أسسها بوذا أو حتى السيخية اللي اسسها المعلم ناناك.

### الجاينية
الجاينية (تعرف أيضا ب «جاين دارما») أحد الديانات الدارمية ذات الطابع الفلسفي نشأت في الهند القديمة تبعا لتعاليم ماهافيرا (حوالي القرن السادس قبل الميلاد). أتباع هذه الديانة حاليا يشكلون أقلية في الهند إضافة لتجمعات مهاجرة متزايدة في الولايات المتحدة، غرب أوروبا، أفريقيا، الشرق الأقصى وأماكن أخرى. تحافظ الجاينية على تقاليد الشرمان القديمة.

### البوذية
البوذية نسبة لبوذا وتكتب باللغة السنسكريتية (सिद्धार्थ गौतम) والترجمة الحرفية هي «سيدهارث جوتام». عدد البوذيين في العالم حوالي 500 مليون شخص ويرجع تاريخ البوذية لحوالي 483 سنة قبل الميلاد.
لا يعرف هل أسس بوذا الديانة البوذية أم لا، ويدور الجدل حول وجود هذه الشخصية من عدمه لكن تم جمع أعماله بعد وجوده تقريبا ب400 سنة وتعتبر تعاليم بوذا من أهم الفلسفات في العالم.

### السيخية
السيخية ديانة دارمية حديثة متأثرة بتعاليم الإسلام خاصة في توحيد الألوهية؛ إضافة إلى دمج عناصر هندوسية، ظهرت على يد المعلم ناناك الذي وُلد سنة 1469م، حيث كان هندوسياً وُلد في بيئة مسلمة وكان يعمل عند أناس مسلمين فتأثر بتعاليم الإسلام وخصوصا فكرة التوحيد، وقد أنشأ الديانة السيخية التي دمج فيها بين الإسلام والهندوسية تحت شعار لا هندوس لا مسلمون.
يقدر أتباع السيخية بحوالي 25 مليون نسمة حول العالم، معظمهم يقطن في شبه القارة الهندية وأقليات أخرى في كندا والولايات المتحدة وأوروبا.

## العبادة
تختلف طرق العبادة في الديانات الدارمية من دين لآخر.

### في الهندوسية
بدأ تاريخ الهندوسية بالتوحيد للإله الواحد وانتهى بالتعددية ولكنهم مؤمنون أن كل هذه الآلهة تحت سيطرة الإله الخالق الواحد الأوحد.
الهندوسية تؤمن بالكثير من الآلهة وتنقسم لثلاثة أنواع.
1. آلهة مذكرة: مثل براهما، كريشنا وديڤا.
2. آلهة مؤنثة: مثل ديڤي، لاكشمي وشاكتي.
3. أفاتار: مثل مانسيا وكورما.

و بصفة عامة هناك عدد كبير لا يمكن سرده من الآلهة المحلية والإقليمية وهذه قائمة ببعض الآلهة الهندوسية وهنا أيضا.

### في البوذية
البوذية بطبيعتها ديانة فلسفية تأسست على تعاليم بوذا المتنور.
البوذية من شدة فلسفتها وخصوصا فلسفة الأنا رفضت التوحيد الأزلي للخالق الواحد. تعتبر البوذية ديانة متعددة الآلهة مثل الهندوسية لكن الآلهة في البوذية تعتبر أهميتها أقل من أهميتها في الهندوسية.
الأصول الأولى للبوذية تعتمد على قصة حياة بوذا، وتعاليم بوذا هي أهم مبدأ في العقيدة البوذية وهي الحقائق النبيلة الأربع.
1. المعاناة
2. أصل المعاناة
3. توقيف المعاناة
4. الطريق لإيقاف المعاناة: وتتكون من 8 عناصر تسمى الدرب الثماني النبيل
  1. الفهم السوي
  2. القول السوي
  3. التفكير السوي
  4. الفعل السوي
  5. الارتزاق السوي
  6. الجهد السوي
  7. الانتباه السوي
  8. التركيز السوي

### في الجاينية
وهي ديانة فلسفية تشبه البوذية بحد كبير؛ تتمركز الفلسفة الجاينية حول الحقائق الكونية الخالدة، مع الوقت اختفت هذه الحقائق وعادت للظهور من خلال التعليمات الخاصة بالمتنورين من البشر الذين وصلوا إلى المعرفة الكاملة أو التنوير الكامل (كيفل كينان). يعتقد المتبعين لهذه العقيدة بأن لورد ريشبها هو أول من عرف الحقيقة الكونية وتبعه بعد ذلك لورد برشفا 877 - 777 قبل الميلاد، وتبعه بعد ذلك لورد فاردهمانا أو مهافيرا 599 - 527 قبل الميلاد. تُعلم الجاينية أن الإنسان مسؤول عن تصرفاته وأن كل كائن حي له روح خالدة أو جيفا. تصر الجينية على التفكير والعيش والعمل بشرف وباحترام للطبيعة الروحية لكل الحياة.

### في السيخية
السيخية ديانة دارمية حديثة متأثرة بتعاليم الإسلام خاصة في توحيد الألوهية؛ إضافة إلى دمج عناصر هندوسية، تؤمن السيخية بالإله الواحد إلا أنها تنكر الوحي والنبوة وغيره من المفاهيم الإبراهيمية إضافة إلى عقيدة الحلول والاتحاد.

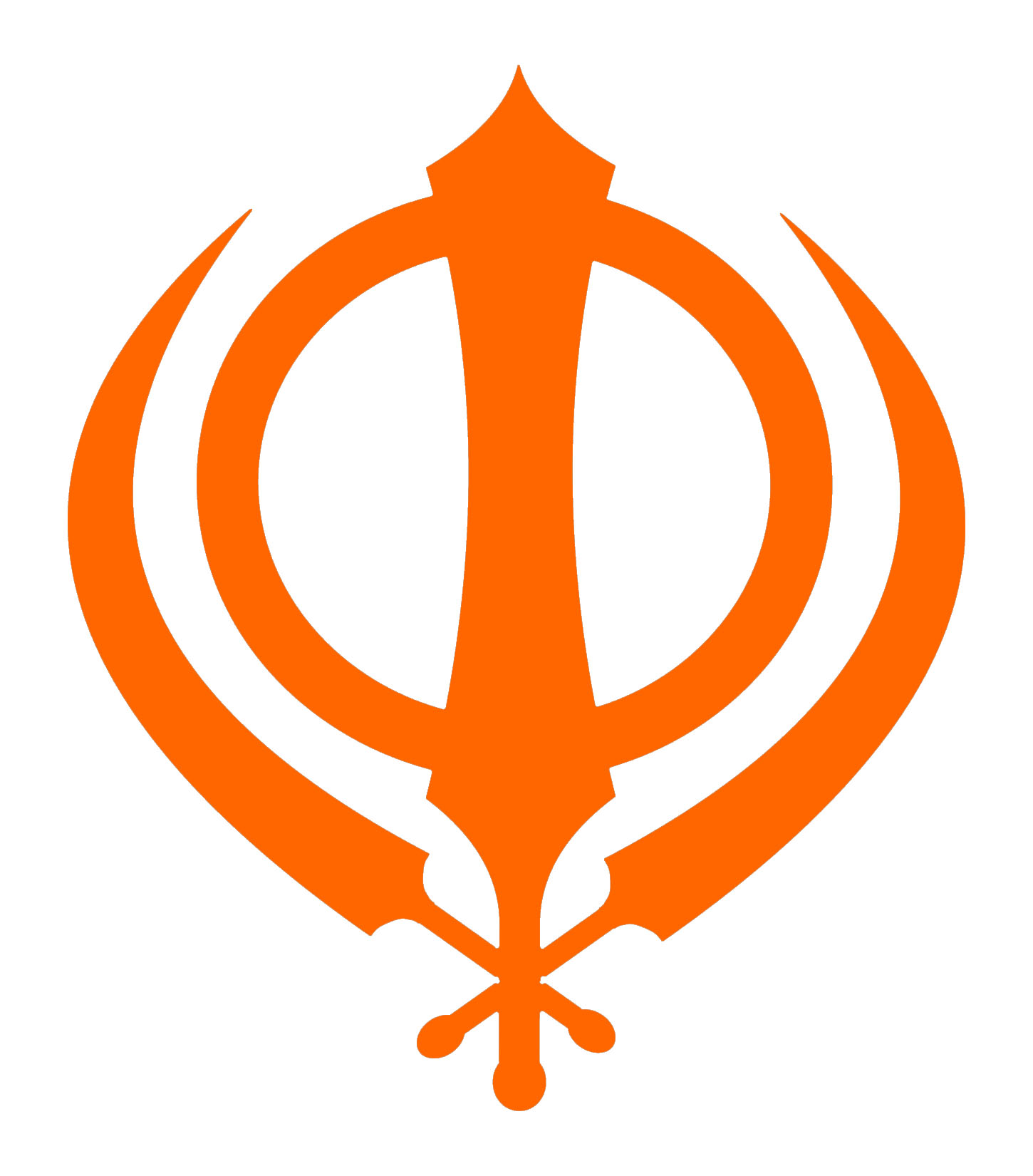
شعار الكانجا أشهر شعار للسيخية

ظهرت السيخية على يد المعلم ناناك وقد كان المعلم ناناك هندوسياً موُلود في بيئة مسلمة وكان يعمل عند أناس مسلمين فتأثر بتعاليم الإسلام وخصوصا فكرة التوحيد ووجد في الإسلام صفات جيدة على عكس الهندوسية مثل ظاهرة الطبقية التي في الهندوسية على عكس الإسلام الذي يساوي بين الغني والفقير؛ وفي السيخية يختلف لفظ تسمية الإله باختلاف اللغات ويحرمون رسم الإله في صور.
انشأ المعلم ناناك الديانة السيخية وفيها دمج بين الإسلام والهندوسية تحت شعار لا هندوس لا مسلمون ووضع مبادئ بسيطة للديانة قبل موضوع الصلاة والصوم والحج، أهم المبادئ اللتي وضعها المعلم ناناك هي:
1. بذل الجهد في العمل
2. إنكار الوحي، وفي اعتقاده أن الله ينير قلب من يريد أن يهدي.
3. تحريم تصوير الإله في صور وتماثيل
4. الإيمان بأن الله واحد لا يوصف ولا يُرى ولا يتجسد
5. التأمل في عقيدته في المدائح التي توجد في الأناشيد التي يتلوها الأنسان.
6. كان يأمر بالتقشف لكته لم يأمُر بالزهد.
7. الإحسان والبر
8. التأمل الروحي لأن التأمل الروحي في رأيه ينير القلب ويجعل الأنسان يرى الله في خلقه.

لقب جورو أو (غورو) باللغة الهندية يعني (المعلم)؛ حيث أن في السيخية يوجد 10 معلمين أساسيين للديانة أولهم المعلم ناناك مؤسس الديانة واخرهم المعلم جوبيند سينغ.

## الكتب المقدسة

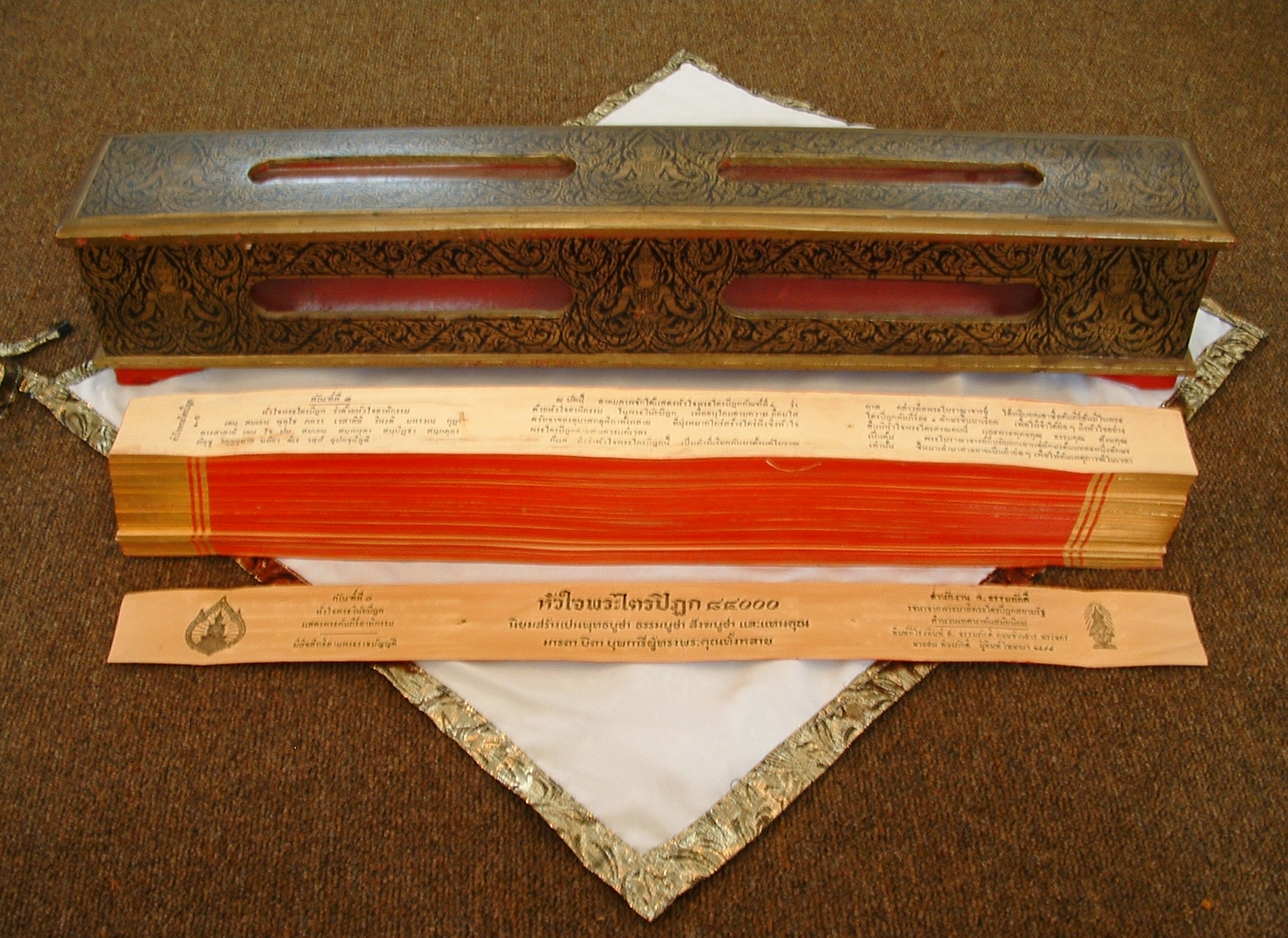
كتاب سوترا بيتاكا
نسخة محفوظة لبعض الفقرات منه في تايلاند : كتبت على غرار النسخة الأصلية بلغة بالي القديمة، وفوق رقائق تتخذ من خشب البابمو

### الهندوسية
أهم الكتب المقدسة في الهندوسية هي الشروتي، الإسميراتي ونظام أسبقية السلطة.

### البوذية
في البوذية كتاب سوترا بيتاكا ويتضمن الحوارات التي دارت بين بوذا وأتباعه وفينايا بيتاكا وهي الكتابات التي تتعرض للجانب التنظيمي والأخلاقي لحياة الرهبنة وأبهيدارما بيتاكا وتتضمن مناقشات في الفلسفة، العقائد وغيرها من الموضوعات التي تمس العقيدة البوذية.

### الجاينية
المخطوطات الجاينية المقدسة كتبت في وقت كبير وأكثر تلك الكتب المقدسة ذكراً هو كتاب تاتفارثا سوترا المعروف بكتاب الواقعية والذي كتبه اوماسفاتى والأخير هناك اختلاف على الفترة التي عاش فيها وفي تاريخه.

### السيخية
جورو جرانث صاحب (Guru Granth Sahib) أو أدي جرانث هو كتاب مقدس في السيخية. وهو نص أنجس (Angs) ضخم يعود تاريخه لعام 1430، تم تجميعه وتأليفه في عهد الغورو السيخ (Sikh gurus)، من عام 1469 حتى 1708. وهو عبارة عن مجموعة من تراتيل (شابدا (shabda)) أو باني (baani) توضح صفات الإله وطريقة تأمل العبد في اسم الإله.

## الانتشار
الديانات الدارمية حسب نسبتها المئوية حسب عدد سكان العالم
أكبر انتشار للديانات الدارمية في شبه القارة الهندية لأنها مهد هذه الديانات
أكبر تجمع للهندوس في الهند ويشكلون نسبة 80% وتليها نيبال، بنغلاديش وإندونيسيا
أكبر تعداد للبوذيين في العالم موجود في الصين ويمثل عددهم 244,130,000 نسمة بنسبة 18.2% من سكان الصين وبنسبة 50.1% من تعداد البوذيين في العالم.
أكثر تعداد للبوذيين في العالم بعد الصين في تايلاند، اليابان، بورما، سيريلانكا وفيتنام.
تعداد السيخ أكثر من 23 مليون نسمة أغلبهم في الهند ويشكلون 2% من سكان الهند ولهم تجمعات في باكستان وافغانستان، ونتيجة للهجرة أصبح هنالك تواجد للسيخ في كندا، أمريكا، أوروبا، أستراليا وسيريلانكا
تشكل الطائفة الجاينية أقلية في الهند إضافة لتجمعات مهاجرة متزايدة في الولايات المتحدة، غرب أوروبا، أفريقيا، الشرق الأقصى وأمكان أخرى، وتتراوح أعداد متبعين تلك الديانة ما بين 5 إلى 6 ملايين شخص.

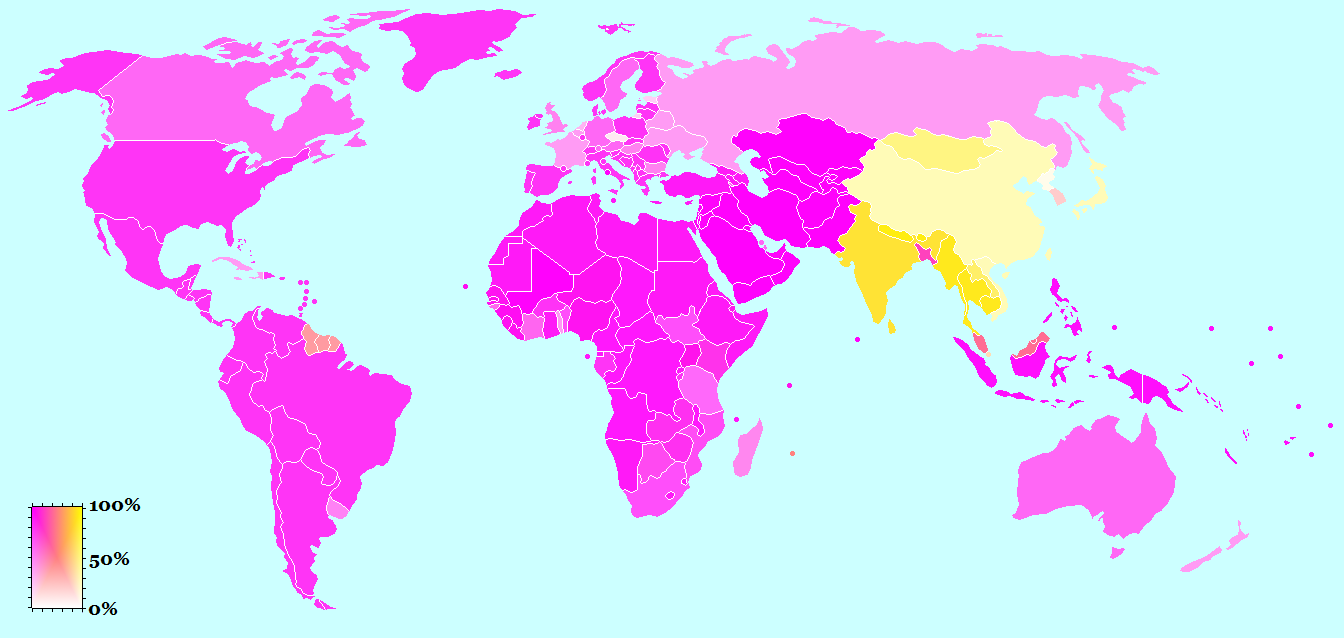
خريطة تبينالديانات الدارمية باللون الأصفر الداكن والابراهيمية بالبنفسجي والطاوية بالأصفر الفاتح

## السيخية والطاوية
- الطاوية على الرغم من أنها تعتبر عائلة دينية منفصله مثل الدارمية والابراهيمية إلا أن بعض الأكاديميين يعتبرونها ديانة دارمية.
- السيخية ديانه دارمية جديدة ظهرت في القرن الخامس عشر وبها بعض الصفات الابراهيمية لأن مؤسسها المعلم ناناك جمع فيها الصفات الهندوسية والإسلامية تحت شعار لا هندوس لا مسلمون

### السيخية
ظهرت السيخية على يد المعلم ناناك الذي وُلد سنة 1469م، تعتبر السيخية ديانة توحيدية تؤمن بالإله الواحد.
المعلم ناناك كان هندوسي وُلد في بيئة مسلمة وكان يعمل عند أناس مسلمين فتأثر بتعاليم الإسلام وخصوصا فكرة التوحيد ووجد في الإسلام صفات جيدة على عكس الهندوسية مثل ظاهرة الطبقية التي في الهندوسية على عكس الإسلام الذي يساوي بين الغني والفقير
انشأ المعلم ناناك الديانة السيخية وفيها دمج بين الإسلام والهندوسية تحت شعار لا هندوس لا مسلمون ووضع مبادئ بسيطة للديانة قبل موضوع الصلاة والصوم والحج، أهم المبادئ اللتي وضعها المعلم ناناك هي:
1. بذل الجهد في العمل
2. إنكار الوحي، وفي اعتقاده أن الله ينير قلب من يريد أن يهدي.
3. تحريم تصوير الإله في صور وتماثيل
4. الإيمان بأن الله واحد لا يوصف ولا يُرى ولا يتجسد
5. التأمل في عقيدته في المدائح التي توجد في الأناشيد التي يتلوها الأنسان.
6. كان يأمر بالتقشف لكته لم يأمُر بالزهد.
7. الإحسان والبر
8. التأمل الروحي لأن التأمل الروحي في رأيه ينير القلب ويجعل الأنسان يرى الله في خلقه.

لقب جورو أو (غورو) باللغة الهندية يعني (المعلم)، في السيخية يوجد 10 معلمين أولهم المعلم ناناك مؤسس الديانة واخرهم المعلم جوبيند سينغ

#### النصوص المقدسة
1. الغورو جرانت صاهيب ومعناها (الكتاب الأول)، وكاتب هذا الكتاب هو المعلم الخامس للسيخية (المعلم أرجان)
2. داسم جرانت كتبه المعلم العاشر (المعلم جوبيند سينغ)

#### أعياد السيخ
- عيد البيساكي
- عيد ميلاد المعلم ناناك
- عيد ميلاد المعلم جوبيند سينغ